# Club Atlético JBG
El Club Atlético JBG (siglas de la Junta de Beneficencia de Guayaquil) es un club de fútbol profesional ecuatoriano de la ciudad de Guayaquil. Fue fundado el 16 de mayo de 2024, gracias a la alianza estratégica entre la división deportiva de la Junta de Beneficencia de Guayaquil y el Atlético de Madrid. Actualmente juega en la Segunda Categoría de Ecuador.
Esta afiliado a la Asociación de Fútbol del Guayas.

## Datos del club
- Participaciones en Segunda Categoría: 2 (2024-presente)
- Participaciones en Copa Ecuador:

## Palmarés

#### Torneos provinciales
| Competición                  | Competición | Títulos | Subcampeonatos |
| ---------------------------- | ----------- | ------- | -------------- |
| Segunda Categoría del Guayas | (0/0)       |         |                |
| Torneo AFG Sub-12            | (0/1)       |         | 2024.          |

#### Torneos formativos
| Competición                        | Competición | Títulos | Subcampeonatos |
| ---------------------------------- | ----------- | ------- | -------------- |
| Liga de Desarrollo Conmebol Sub-13 | (0/1)       |         | 2025.          |